# Marañón (település)
Marañón egy község Spanyolországban, Navarra autonóm közösségben. Marañón Aguilar de Codés, Oyón-Oion, Lapoblación, Bernedo és Cabredo községekkel határos. Lakosainak száma 50 fő (2024).

## Népesség
A település népessége az elmúlt években az alábbi módon változott:
| Lakosok száma | 69   | 63   | 60   | 56   | 55   | 51   | 51   | 52   | 49   | 50   |
|               | 2001 | 2004 | 2007 | 2009 | 2012 | 2014 | 2017 | 2019 | 2022 | 2024 |